# 支脉河
支脉河，原名支脉沟、淄脉沟，是位于中国山东省的一条河流。1965年扩大治理后改名为支脉河，是黄河与小清河之间的主要排洪和灌溉河道。

## 概况
支脉沟最初开挖于1473年(明成化九年)，用以分减小清河水势，至明万历间淤废。1718～1719年(清康熙五十七～五十八年)，大规模治理小清河，又重开支脉沟。后经多次疏浚，如现代从1942年到1979年，先后治理16次，其中以1977～1979年的治理规模最大，形成了现在的支脉河河系。

## 流域
支脉河位于黄河以南，发源于山东省淄博市高青县西部花沟镇庄家村黄河南大堤下，水流呈扇状辐聚于吉池沟，曲折东流，在高青县前池村附近始有堤防约束，因此亦称支脉河源于前池村。支脉河东流经高青、博兴、广饶三县及东营区，在广饶北部同广利河汇流后注入渤海。干流河道长135公里，总流域面积3356平方公里。

## 支流
支脉河主要支流有北支新河及广利河，此外还有干二排、杜姚沟、东干排、胜利河、三号沟、工农河、打渔张河、群众沟、武家大沟、新广蒲沟、广北新河等，除广北新河外，其余支流均分布于干流左岸，形成不对称水系。
支脉河自源流吉池沟东流，至高城西南靠小清河分洪道北堤行，东经博兴城南，然后折向东北流，在博兴县王文村东，北新支河西来由左岸注入。北新支河为1977年人工开挖的河道，源于高青县青城镇五里村东，东流经龙沟、田镇、唐坊、陈户入支脉河，河长60.5公里，流域面积580平方公里。支脉河又东北流，在广饶县王营村西转向东，又经广北农场，在防潮闸以东，广利河从左岸注入。广利河源自垦利县黄河南展大堤王营闸，东南流在广饶县注入支脉河，河长47公里，流域面积515平方公里。